# نهر تاناما
تاناما ((بالروسية: Танама)‏) هو نهر يقع شمالي سيبيريا، روسيا. وهو أحد روافد نهر ينسي الرئيسية.
يبلغ طول نهر تاناما حوالي 521 كيلومتر (324 ميل) ومساحة مستجمعه المائي حوالي 23,100 كيلومتر مربع (8,900 ميل2). يكون أعلى مستوى للمياه في شهر يوليو وأدنى مستوى يكون خلال الشتاء يتدفق عبر مناطق مهجورة وغير مأهولة ولا توجد أماكن مأهولة بالسكان دائمة على طول مساره.

## المسار
ينبع نهر تاناما من شبه جزيرة جيدا في أوكروغ يامالو-نينيتس الذاتية الواقعة في تيومين أوبلاست. يتدفق النهر أولاً باتجاه الشمال الغربي تقريباً إلى الشمال، مشكّلاً قوساً عريضاً عبر التندرا فوق الدائرة القطبية الشمالية. يشكل النهر في مجراه العلوي والمتوسط حدود إقليم تيومين لحوالي 430 كـم (270 ميل). يغيّر نهر تاناما مساره السفلي ويتعرج نحو الشرق، حيث يتدفق عبر الأراضي المنخفضة المستنقعية في الجزء الشمالي الشرقي من سهل سيبيريا الغربية. قبل مصبه بنحو 40 كيلومتر (25 ميل)، ينقسم النهر إلى العديد من الفروع، حيث ينضم بنهاية المطاف إلى الرافد الأيسر لنهر ينيسي بالقرب من قرية بوليكاربوفسك ليس بعدياً عن خليج ينيسي وعلى بعد 200 كـم (120 ميل) شمال غرب دودينكا. يتجمد النهر في منتصف سبتمبر ويبقى كذلك حتى أواخر مايو أو أوائل يونيو.
يرفد نهر تاناما 30 رافداً يزيد طولها مجتمعه عن 15 كـم (9.3 ميل). منها ستة روافد رئيسية يزيد طولها عن 100 كـم (62 ميل)، وهي: نغاركا-ليبونكاتياخا، يارتوياخا، نينيرياخا، بايوتاياخا من الطرف الأيسر، ونهر بيغ بياكوياخا ونهر يارا من الطرف الأيمن.
|  |